# Pierre Joris
Pierre Joris   (Estrasburg, 14 de juliol de 1946 - Nova York, 27 de febrer de 2025) va ser un poeta, traductor i assagista luxemburguès nascut a França. Va viure a Luxemburg, França, Anglaterra, Algèria i els Estats Units d'Amèrica, on va treballar com a professor de poesia i poètica a la Universitat d'Albany. Va publicar més de quaranta llibres, entre els quals destaquen els llibres de poemes Aljibar I (2007), Aljibar II (2008) i Meditations on the Stations of Mansour Al-Hallaj 1-21(2006), i el llibre d'assaigs Justifying the Margins: Essays 1990-2006 (2008). El 2007 també va editar el CD de spoken word i música Routes, not Roots.
Entre les seves traduccions destaquen Paul Celan: Selections (2005), i Lightduress (2005) també de Paul Celan, que va rebre el premi PEN Poetry Translation Award del 2005. Així mateix, va editar amb Jerome Rothenberg les antologies Poems for the Millennium (volum I & II) (1995 i 1998), guardonades amb el premi PEN Oakland-Josephine Miles Literary Award, i Pablo Picasso, The Burial of the Count of Orgaz & Other Poems.